# بونکفلوسترند
شهر بونکفلوسترند (به سوئدی: Bunkeflostrand) در ناحیه شهری ملمو در کشور سوئد واقع شده‌است. جمعیت این شهر ۲۴۴۶٫۸۷  نفر است.